# Mekeil Williams
Mekeil Williams (ur. 24 lipca 1990) – trynidadzko-tobagijski piłkarz występujący na pozycji obrońca w Pittsburgh Riverhounds SC, do którego trafił w 2016 roku. Wcześniej grał w San Juan Jabloteh, Ma Pau SC, W Connection, Pogoni Szczecin, FC Fyn i Antigua GFC. W Pogoni grał w 2012 roku, a w swoim pierwszym sezonie w Szczecinie wywalczył awans do Ekstraklasy.
Zadebiutował w rozgrywkach I ligi polskiej 14 kwietnia 2012 w zremisowanym 1:1 meczu Pogoni z Olimpią Grudziądz.
Wcześniej reprezentował barwy takich klubów jak San Juan Jabloteh, Ma Pau SC i W Connection.
W 2012 roku Williams zadebiutował w reprezentacji Trynidadu i Tobago w spotkaniu z Finlandią, podczas którego zdobył także bramkę.